# Basiskt kopparkarbonat
Basiskt kopparkarbonat finns som två kemiska föreningar av koppar- samt karbonat- och hydroxid-joner. De förekommer naturligt som mineralen malakit och azurit, och i blåa och gröna pigment som till exempel malakitgrönt. Basiskt kopparkarbonat har tidigare benämnts (enbart) kopparkarbonat vilket egentligen är en annan kopparförening.

## Framställning
Basiskt kopparkarbonat bildas då en kopparsaltlösning blandas med alkalikarbonatlösning
CuSO4aq + Na2(CO3)aq + H2O → Cu2(CO3)(OH)2 + Na2SO4aq
Basiskt kopparkarbonat bildas på kopparytor som är oskyddade mot väder och vind. Syre, koldioxid och vatten i luften samverkar till att angripa kopparn och bilda ett grönt lager av ärg.
2Cu + H2O + CO2 +O2 → Cu2(CO)3(OH)2
Ärg innehåller oftast även kopparhaltiga sulfatföreningar och ibland kloridföreningar.

## Egenskaper
När basiskt kopparkarbonat upphettas till ca 200 °C så sönderfaller det till svart kopparoxid,  koldioxid och vattenånga
Cu2(CO)3(OH)2 → 2CuO + CO2 +H2O
Kopparkarbonatens hydroxidföreningar Cu2(CO3)(OH)2 och Cu3(CO3)2(OH)2 kan få färgen att skifta från blekt grön till djupblå alltefter halten hydroxider.